# 拉讷默藏高原

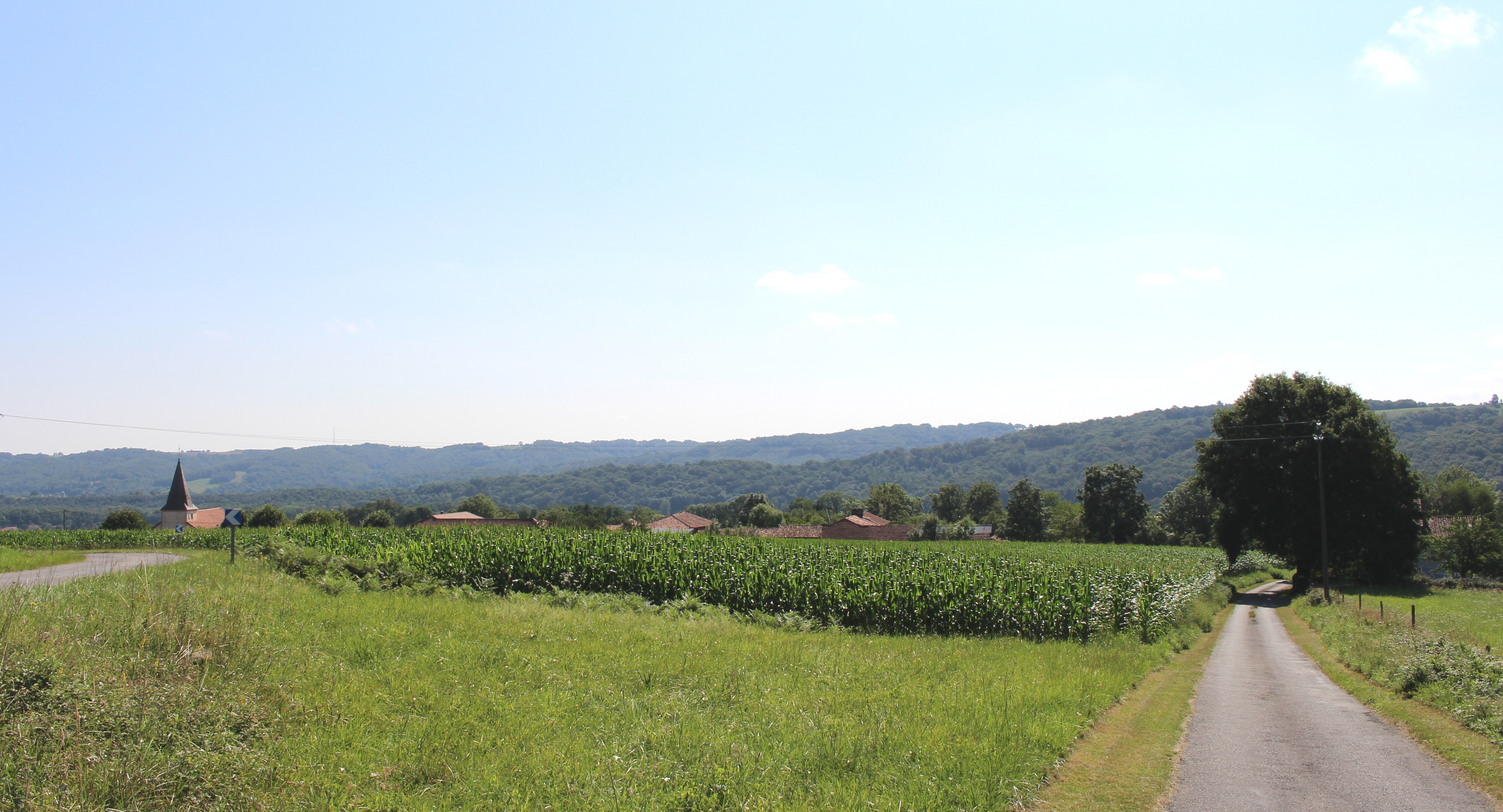

拉讷默藏高原（法語：plateau de Lannemezan，法語發音：[plato də lanməzɑ̃]）是法国南部的一个高原，得名于小镇拉讷默藏。其位于比利牛斯山脚下，居民约10000人。